# Дубликатор дисков
Дубликатор дисков — автономное тиражирующее устройство, предназначенное для создания копий оптических дисков CD, DVD или Blu Ray форматов.. Впервые дубликаторы CD-R дисков были представлены в середине 1990-х годов, получив ограниченное распространение из-за очень высокой, на тот момент, стоимости СD-R дисков, делающей невыгодной подобное копирование по сравнению со штамповкой дисков CD-ROM. К началу 2000-х годов стоимость дисков CD-R  снизилась на порядок и дубликаторы CD дисков, заняли огромную нишу между обычными компьютерными записывающими CD-RW приводами и промышленными линиями по выпуску оптических дисков стоимостью в миллионы долларов. Выпускались как компактные дешёвые модели для создания единственной копии, так и промышленные системы одновременно копировавшие десятки дисков. Месячная производительность подобных систем составляла десятки тысяч дисков. В России подобные устройства с середины 2000-х начали активно использовались в том числе и для нелицензионного тиражирования дисков небольшими компьютерными пиратскими группами. В частности об этом написано в статье Романа Горохова «Миллион на коленке. Российские пираты вооружились новой технологией» опубликованной в газете Ведомости № 91 (1618) от 23.05.2006 г.
В 2006 году Primera Technology представила первый в мире дубликатор Blu-ray дисков Bravo XR-Blu Disc Publisher.